# كازويا إيزومي
كازويا إيزومي (باليابانية: 大泉 和也) (19 يونيو 1991 في كاناغاوا في اليابان – )؛ هو لاعب كرة قدم ياباني سابق كان يلعب كمهاجم.

## وصلات خارجية
- كازويا إيزومي على موقع رابطة كرة القدم اليابانية للمحترفين (اليابانية)
- كازويا إيزومي على موقع Soccerway.com (الإنجليزية)